# Амфитея
Амфитея (др.-греч. Ἀμφιθέη) — персонаж древнегреческой мифологии. В «Одиссее» Гомера жена Автолика, мать Антиклеи, жены Лаэрта и бабка Одиссея:
Бабка ж его Амфитея, обняв Одиссея руками, 

Голову внука, глаза целовать его ясные стала.— Гомер. «Одиссея». Перевод В. Вересаева
Другие Амфитеи:
- Дочь Кикна, сестра Тенеса, известная как Гемифея.
- Жена Эола, мать Канаки и Макарея[2].
- Жена Адраста, мать Эгиалея, Деифилы, Аргии и Кианиппа[3].
- Жена Ликурга, сына Ферета и царя Немеи[4].